# Lekarniška ulica (Maribor)

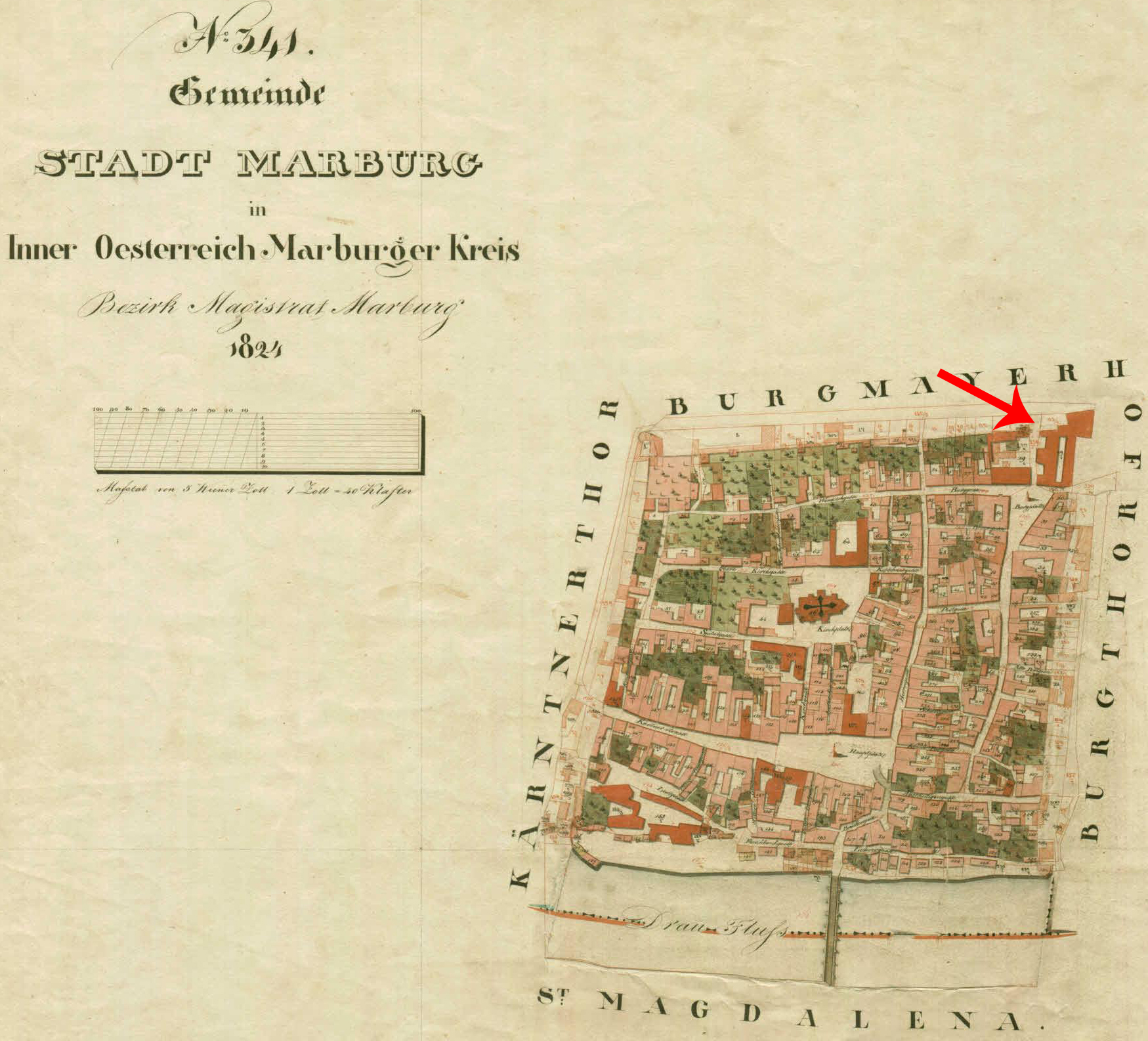
Apothekergasse (heutige Lekarniška ulica) auf dem Stadtplan Maribor 1824. Gekennzeichnet: die Stadtburg

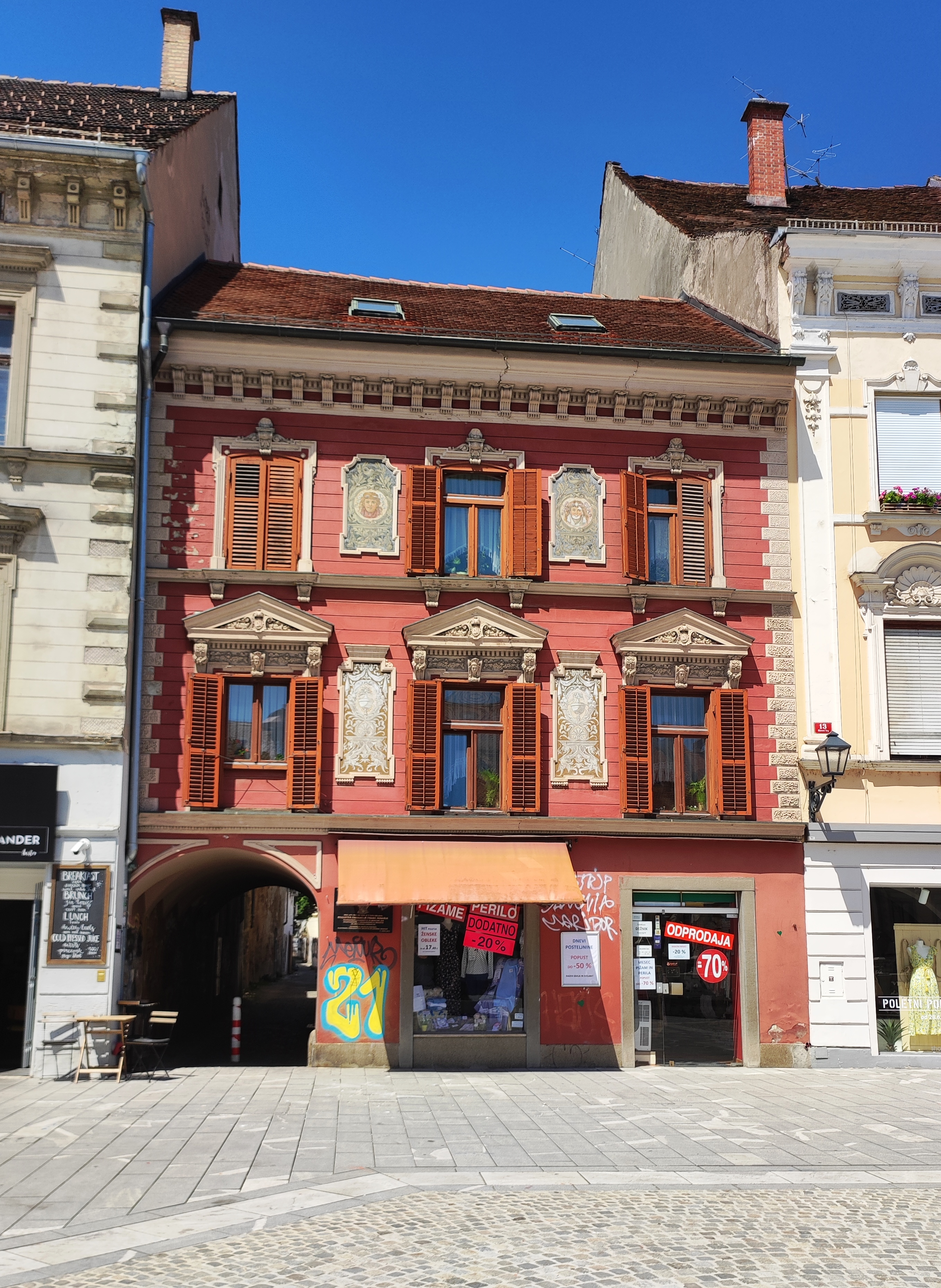
Zugang zur Apothekergasse vom Hauptplatz durch Haus-Nr. 12

Lekarniška ulica (Apothekergasse) ist der Name einer schmalen Straße in der Altstadt von Maribor, Slowenien.

## Geschichte
Die erste urkundliche Erwähnung erfolgte 1330 als Kleine Kirchgasse. Anfang des 19. Jahrhunderts erfolgte die Umbenennung in Apothekergasse, ein Name, der auch wieder während der deutschen Besatzung von 1941 bis 1945 Verwendung fand. Im Jahr 1919 und erneut im Mai 1945 erhielt die Gasse den heutigen slowenischen Namen.
Namensgebend war die älteste Apotheke der Stadt im heutigen Haus Glavni trg 12, durch das der Durchgang vom Platz zur Apothekergasse möglich ist. Das Haus wurde Apothekerhaus genannt und war bis zur Apothekenverstaatlichung im Jahr 1949 Sitz einer solchen.

## Lage
Die Straße führt vom Slomškov trg als kurze Sackgasse parallel zur Poštna ulica nach Süden und durch einen Hausdurchgang bis zum Glavni trg (Hauptplatz).